# 满洲 (地名)
滿洲（羅馬化：Mančžurija）為20世紀初以來對東北亞特定地區的稱呼，狹義上指今中国东北地区，即中華人民共和國的东北三省，亦可包括内蒙古自治區的东四盟市，广义上则包括曾由中國統治但現屬俄羅斯的外東北（即外滿洲）及庫頁島等地。
中文「滿洲」一詞原為清朝對满族的官方稱呼，而这个汉字词作為地名使用，最早出現在日本學者高橋景保的著作《日本邊海略圖》一書中。直到19世紀末期，西方列強、尤其是俄國勢力延伸至此，滿洲作為地名的意義才開始突顯。此後更因為俄羅斯、日本兩帝國對這一地區的爭奪而為世界所熟知。清政府在設置東三省前後，正式場合之中使用「東三省」來稱呼這片區域，如1902年与俄国《交收東三省條約》、1905年与日本《會議東三省事宜條約》等皆以「東三省」稱之。1931年，日本關東軍在未經天皇、首相、陸軍3長官授權下发动九一八事变，从国民政府手中夺取东北三省，並於1932年建立满洲国，扶植清遜帝溥仪為帝，日滿方面在正式场合中將這片區域稱為满洲。1940年，汪精卫在日本扶持下於南京成立國民政府，承认满洲国，亦称此區域為满洲。第二次世界大戰之後，中共控制區（哈爾濱等地）的報紙，如《東北日報》上，延用滿洲國時期「北滿」、「南滿」、「東滿」之类詞匯与「東北」混用，用以表示東北北部、東北南部、東北東部。中共機構、軍區分別設置東、南、西、北滿分局、東、西、南、北滿軍區。
当今中國一般使用「東北」、「東北三省」、「東北地區」、「關東」、「松辽」等來稱呼滿洲地區的遼寧、吉林、黑龍江3個省級行政區，有時也包括內蒙古東北部地區。目前中國方面尤其是官方，很少使用「滿洲」一詞稱呼中國東北，滿族也已非當地人口構成的多數。「滿洲」一詞僅作為專有名詞在歷史研究中使用，如「中共滿洲省委舊址」（位於遼寧省瀋陽市北市場）等遺跡，還有一些企業如「北滿特鋼」（位於齊齊哈爾市）和地名滿洲里市與該詞有關。而在非中文的日語、朝鮮語、俄語等語言中，「滿洲」作為地理稱謂仍常見。

## 名源

### 詞語本義
漢語中「滿洲」一詞在清代原本僅指代一個族群，即「滿洲人」（今稱滿族），而不包含任何地理學概念。1635年，後金的汗皇太極引入「滿洲」作為族名，以取代過去的稱呼「女真」。关于满洲（manju）这一族名的来历说法不一，清史学界至今尚未达成共识。清朝官方则称，「满洲」之名源于文殊菩萨（Maṅjuśrī），乾隆帝还特别在其诗中自注以表示对这一说法的认同。该词可能是經維吾爾語譯為蒙古語，之後進入滿語。皇太極建國時，以滿洲固倫（穆麟德轉寫：manju gurun）為名，取“文殊菩薩的土地”之意。清史学者孟森也曾作考证来支持这一观点。他还进一步认为“满洲”之名与明朝中期建州卫指挥使李满住有关，并指出满住（满洲）是建州傳統觀念中的“最尊之称”。“满洲部族”正是“文殊部族”之意，是為當時建州女真人中自成的一種自名其部族之熟語。中國現代學者长山则认为，满语的「manju」一词是「mangga」（意思是“刚强”）与「ju」（来自*goro，意思是“箭”）的合成词，意为“强箭”。

### 創造傳播
「滿洲」一詞真正被用作地名源於日本人。據日本學者宮脇淳子和岡田英弘所言，江戶幕府時代的地理學家高橋景保於1809年在《日本邊海略圖》中首次將“滿洲”一詞用作地名，西方人也正是從該作品中採用了這個名稱。根據馬克·C·艾略特（Mark C. Elliott）的說法，滿洲一詞用作地名是在桂川甫周1794年的作品《北槎聞略》里的两张地图：亚洲全图和地球半球插图。此後，滿洲一词便被日本地理學家大量使用。日本人創作的地圖由荷蘭人菲利普·馮·西博德帶回了歐洲。根據日本學者中見立夫的說法，菲利普·馮·西博德同時也將日語的满洲介绍到了歐洲語言。根據比爾·休厄爾（Bill Sewell）的說法，最早開始使用滿洲利亞（Manchuria）來指代該地區的是歐洲人，而日本的帝国主义重新定义了满洲而使它不单纯是地理術語。歷史學家加文·麥考馬克（Gavan McCormack）和羅伯特·H·G·李（Robert H. G. Lee）均認為，滿洲利亞（Manchuria）或滿洲（Man-chou）是由現代西方人和日本人創造的詞，該詞本質上是帝國主義的，沒有“確切的含義”。例如，日本人在建立满洲国時，故意提倡使用“滿洲”作為地名，以彰顯其與中國本土的分離。
在18世紀的歐洲，後來被稱為“滿洲利亞”（英语作）的地區最常被稱為“（中屬）韃靼利亞”。但在18世紀末，「滿洲」一詞（法語作）就已經出現；法國傳教士最早在1800年使用了它。法國地理學家康拉德·馬爾特·布戎和埃德梅·門特爾（Edme Mentelle）倡導使用滿洲利亞（法語：Mantchourie）一詞，以更好地与“蒙古”、“卡爾梅克”等地理區域相區分。

### 中國稱呼
在中國，該地曾被稱為「關東」或「關外」，意指山海關（位於秦皇島）以外（以北）。「關東」一詞後來被更狹義地用於遼東半島的關東州租借地。
因最初由盛京將軍統轄該地，清朝早期对该地的称谓为「盛京统部」。康熙二十二年（1683年）起，吉林將軍與黑龍江將軍分治，再加上盛京将军，此後中國東北一直由这三位駐防將軍統轄，直至清末新政裁撤。雍正年间，官方文件中将盛京将军、吉林将军、黑龙江将军辖区的习惯性统称为东三省（ ᡩ᠋ᡝ᠋ᡵᡤᡳ
ᡳᠯᠠᠨ
ᡤᠣᠯᠣ，Dergi Ilan Golo）。乾隆年间，官方文件中“东三省”与“吉林省”同时出现。其后，“奉天省”与“黑龙江省”陆续出现。光緒三十三年（1907年），東北地區正式设省，即奉天、吉林和黑龍江三省。“東三省”作為統稱一直延續至中華民國初年的北洋政府，此后僅管歷經滿洲國、國民政府等调整行政区划、增加省份，作为非正式稱呼仍被民間沿用。而作為地理名稱的「滿洲」一詞由日本人開創，被中國人認為具有分裂主義和帝國主義色彩，在多數場合被中國政府拒絕使用。在東北設省前的光绪二十二年（1896年），清政府派特使李鴻章在赴俄祝賀沙皇尼古拉二世加冕典禮期間簽署《中俄禦敵相互援助條約》（簡稱《中俄密約》）。清廷尋求俄國幫助，條約約定清俄協防日本，並同意俄國「通過黑龍江、吉林修築一條鐵路」。俄國將鐵路定名為「滿洲鐵路」，此舉遭到了李鴻章的強烈反對，他堅持「必須名曰『大清東省鐵路』，若名為『滿洲鐵路』，即須取消允給之應需地畝權」。後來改鐵路被正式定名為大清東省鐵路，簡稱清東鐵路，又稱東清鐵路。

## 历史

### 明及之前

「滿洲」一詞在滿文中的寫法，意为「滿洲人」，并非地名

满洲地区中部在古代中国被称为扶餘國。上古至中古時代，满洲地区的東部及俄國遠東在古代中國被稱為肅慎、女真等民族居住。滿洲的南部屬於漢族的漢地，滿洲的西部属於匈奴、突厥、蒙古等民族聚居地。戰國時燕昭王曾經擊東胡、拒箕子朝鮮，辟地千里。秦統一中國後設立遼東郡，兩漢置遼西遼東郡，另左北平郡領有部分遼土，東漢三國時司馬懿討平割據此地之公孫氏，置平州，西晉因之，後五胡亂華時，鮮卑族在這裡建立前燕、後燕，後被高句麗吞併。唐滅高句麗後，遼東復歸中國，其北部則建立了渤海國，之後則分屬契丹、女真和蒙古等族建立起來的政權所有。唐也曾在此建立黑水都督府，存约90年。明初洪武北伐降伏納哈出，逐退李成桂，克復遼東，因其邊地，行衛所制，設都指揮使司，隸山東布政使，並置遼藩（靖難之亂後遷湖廣荊州），移山西之民填之。永樂年間在黑龍江和烏蘇里江下游設立羈縻機構奴兒乾都司，其南部則為自治的女真族聚居地，當時有建州女真、海西女真和野人女真三部。15世紀的朝鮮曾對女真展開進攻，吞併了圖們江以南的地區，設立四郡六鎮。

### 清代滿洲
16世紀中葉，建州女真部開始興起，逐漸統一女真各部併發展為後來的後金政權。後金成立之初即以七大恨為由起兵反明，至崇禎季年已控制整個遼東，以至建立清朝入主中原。地理意義上的滿洲通常指今天的遼寧、吉林和黑龍江三省全境，再加上內蒙古東北部的地區（即東四盟）。根據1689年（康熙二十八年）中俄《尼布楚條約》、1727年（雍正五年）中俄《布連斯奇條約》、1712年（康熙五十一年）與朝鮮的勘界約定，歷史上滿洲的地域還包括外滿洲即今天的烏蘇里江以東、黑龍江以北，以及外興安嶺以南，總面積約為210多萬平方公里。
清朝初年，在滿洲設置了盛京將軍、吉林將軍和黑龍江將軍，滿洲在管理方式、行政制度及土地佔有形式方面有別於關內地區。中俄雅克薩戰役後，清朝於1692年開始向滿洲地區派遣八旗及八旗漢軍移民。屬於吉林將軍管轄的寧古塔在清朝則是著名的流放地。由於滿洲是清朝的發祥地，因此清兵入關之後對這一地區採取了封禁措施，修建了柳條邊，禁止漢族移民進入其腹地。但是在整個18世紀，清政府日益舉棋不定，時而封鎖移民，時而對漢人滲入柳條邊佯作不知。

### 近代時期
在19世紀末，滿洲因為日本和俄國對這一地區的爭奪而為世界所熟知。俄國向滿洲的擴張始於17世紀上半葉。1858年和1860年，俄國通過《璦琿條約》和《北京條約》割佔了黑龍江以北、烏蘇里江以東約100萬平方公里的土地。1861年牛莊（營口）開埠，西方勢力開始進入滿洲南部。英國太古洋行、怡和洋行，德國德茂洋行、瑞記洋行，美國旗昌洋行紛紛在營口開業，各國先後在營口設立領事館，清朝也設立了營口海關。從1865年至1891年，滿洲地區大量出口大豆、豆油、柞蠶絲、以及人參等土特產，進口鴉片、棉紡織品和其它消費品。
清朝早期，滿洲被列為「龍興之地」而禁止漢人進入。由於清朝末年俄國的南下勢力抬頭，以及朝鮮移民越過圖們江開墾長白山地區的情況趨於嚴重，滿洲地區的邊疆危機日甚，清朝被迫開放邊禁，採取「移民實邊」的政策。1861年至1880年代陸續開放了吉林圍場、阿勒楚喀圍場、大凌河牧場等官地和旗地。1882年（光緒八年）首先在吉林招墾，設立琿春招墾總局，此後又開放了黑龍江地區的土地開墾。1885年設立吉林電報局，1883年，滿洲第一家近代機器工業製造廠——吉林機器局投產。
1896年，俄羅斯帝國通過《中俄密約》得到了在滿洲境內修建鐵路的特權，並於1898年取得了旅順-大連租借地。這一時期日本也逐漸加強向滿洲的擴張。1904年，爆發日俄戰爭，俄國戰敗，被迫退出南滿。此後日本、俄國和中國三方均加速對滿洲的開發。1907年清廷裁撤盛京、吉林、黑龍江三將軍，改置奉天、吉林、黑龍江，時稱東三省，設巡撫，並設東三省總督。日本於1906年成立南滿洲鐵道株式會社，以公司的名義在滿洲實行殖民經略，並且鼓勵朝鮮人向滿洲大量移民。
1912年清朝滅亡後，日本陸軍參謀本部曾策劃滿蒙獨立運動，由於局勢變化而未能實現。之後，奉系軍閥張作霖成為滿洲地區的實際控制者，張初期與日本交好，之後關係轉差，1928年兵敗於國民革命军北伐，自北京退回奉天時，被日本關東軍的鐵路炸彈所暗殺。1929年其子張學良繼位，宣佈東北易幟，改五色旗為青天白日紅旗，名義上歸順國民政府。
1931年爆發滿洲事變（九一八事變），日本關東軍全面侵略中國東三省，張學良不戰而退，滿洲地區被日本侵佔，1932年至1945年，在大日本帝國扶植下，以前清皇帝溥儀為執政建立滿洲國，1934年溥儀稱帝，改名滿洲帝國。
1945年8月，蘇聯紅軍進攻在滿洲的日本關東軍，日本戰敗後滿洲國隨之解體，滿洲地區被蘇聯軍隊佔領。國民政府和中國共產黨開始爭奪東北地區的控制權。戰後因蘇聯遲未將滿洲歸還中華民國及運走大量滿洲國遺留之物資設備，導致中國爆發反蘇運動，蘇聯最終於1946年5月撤出滿洲地區並歸還給中國。1948年，國民政府在遼瀋戰役中失利，標誌中共對國民政府實現了軍事勝利，而此前中共通過長期「剿匪」，徹底消滅了支持國民政府的各類地方武裝及游擊組織。期間，中共對東北地區的行政區劃多有調整，1949年正式成為中华人民共和国的東北三省。

## 地理劃分

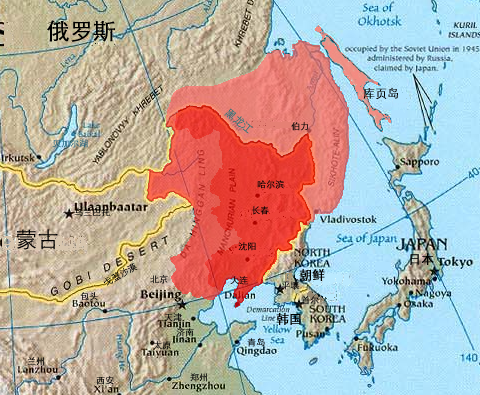
歷史上的滿洲地區
內滿洲（今東三省）
內蒙古北部（东四盟）
外滿洲（今屬俄羅斯）

### 內滿洲
- 以长春为界
  - 南滿/南滿洲：中長路瀋陽至大連線以東的莊河、安東（今丹東）、通化、臨江、清原和瀋陽西南的遼中等地區。
  - 北滿/北滿洲：哈爾濱、牡丹江、佳木斯、北安等地區。
- 以中东铁路为界
  - 東滿/東滿洲：中長路瀋陽至長春線以東的吉林、西安（今東遼）、延吉、安圖、敦化等地區。
  - 西滿/西滿洲：中長路瀋陽至哈爾濱線以西的齊齊哈爾、洮南（今洮安）、扶余、雙遼、開魯、阜新等地區。

### 外滿洲
俄羅斯遠東聯邦管區：薩哈林州的薩哈林島、哈巴羅夫斯克邊疆區的烏第河以南、濱海邊疆區、猶太自治州、阿穆爾州

## 民俗与文化
满洲的文化传统基本上是华北汉族移民文化与土著各族（包括满洲人、锡伯人等）文化及日本人、朝鮮人、斯拉夫人外来移民文化的结合体。

### 饮食
满洲的烹调以本地的原料和各本土居民的做法为基础，吸收了中国山东、河北等地中式烹调传统和朝鲜半岛、日本料理及俄罗斯烹调的特色。食物加工讲究以少为佳以保持是食物的原味，以及采用大量的野生材料。和中国关内的烹饪的最大不同是大量使用不经加热的生鲜蔬菜（夏天时节满洲人喜好食用新鲜的原味材料）。满洲的特色食物有：酸菜、粘豆包、东北火锅、满味萨其马、酸汤子、驴打滚、血腸等。辽宁省南部的新鲜水果和海鲜也极为出名。

### 娱乐
- 嘎拉哈：一种由猪或者羊膝盖骨（有时也有牛膝盖骨）制作的玩具。
- 冰尜(音:嘎)：一种木质的类似陀螺的玩具。用鞭子在冰上抽打旋转。

### 曲艺
满洲民众普遍喜爱歌舞。发端于满洲乡村地区的著名民间曲艺的有秧歌、二人转、踩高跷以及由宗教形式演变而来的萨满舞蹈等。在城市中奉天大鼓、评剧、京剧、相声等北方汉族传统曲艺则较为流行。

### 特产
- 关东三宝，东北三宝：
  - 人参、貂皮、乌拉草。
  - 也有人参、貂皮、鹿茸等其他说法
- 大米，高梁，大豆、关东烟
- 关于满洲地区传统特产，参见乾隆帝《高宗御制盛京土产杂咏十二首》：一曰五谷，二曰东珠，三曰人参，四曰松花玉，五曰貂，六曰鹿，七曰熊羆，八曰堪达（汉语“马樊缨”，兽类），九曰海冬青（鹰类），十曰鱏鳇鱼，十一曰松子，十二曰温普（近似“榅桲”）（载杨钟羲《雪橋詩話續集》卷4）。

### 引用
1. ↑  Pozzi 2006，第159, 167頁
2. ↑  《世紀行過：張學良傳》第6分鐘
3. ↑  穆鸿利; 冯永谦. . 社会科学辑刊. 2002.3: 6.
4. ↑  ed. Wolff & Steinberg 2007 （页面存档备份，存于）, p. 514.
5. ↑  Clausen 1995 （页面存档备份，存于）, p. 7.
6. ↑  Giles 1912，第8頁
7. ↑  阎崇年. . 北京: 中华书局、中国中央电视台. : 49. ISBN 7-101-05267-3.
8. ↑  阿桂 1988，第2頁
9. ↑  孟森 2006，第6頁
10. ↑  杉山正明 & 黃美蓉譯 2013，第389-391頁
11. ↑  孟森 2006，第4-5頁
12. ↑  孟森 2006，第5頁
13. ↑  长山. . 北京: 社会科学文献出版社. 2014-12: 12–19. ISBN 978-7-5097-6992-8.
14. ↑   （页面存档备份，存于）Pozzi 2006，第159頁.
15. ↑   （页面存档备份，存于）Pozzi 2006，第167頁.
16. ↑  如 Kondi Jūzō、Takahashi Kageyasu、Baba Sadayoshi和Yamada Ren
17. ↑  Elliot 2000 （页面存档备份，存于）, p. 628.
18. ↑  ed. Wolff & Steinberg 2007 （页面存档备份，存于）, p. 514.
19. ↑  ed. Edgington 2003 （页面存档备份，存于）, p. 114.
20. ↑  McCormack 1977, p. 4 （页面存档备份，存于）.
21. ↑  "Mantchourie" appearing among the name of Jesuit missionary districts in China, with 10,000 Christians, in:  18: 161, 1800  [2021-10-08], （原始内容存档于2021-01-05）
22. ↑  "Les provinces tributaires du nord ou la Mantchourie, la Mongolie, la Kalmouquie, le Sifan, la Petit Bucharie, et autres pays vulgairement compris sous la fausse dénomination de TARTARIE", in: Mentelle, Edme; Brun, Malte,  12, H. Tardieu: 144, 1804  [2021-10-08], （原始内容存档于2020-10-01）
23. ↑  Clausen 1995 （页面存档备份，存于）, p. 7.
24. ↑  Clausen 1995 （页面存档备份，存于）, p. 7.
25. ↑  . 1935: 189  [2021-10-08]. （原始内容存档于2021-01-11）.
26. ↑  侯杨方. . 《中国历史地理论丛》 (陕西省西安市: 陕西师范大学). 2010, (2010年第3期): 17–28. ISSN 1001-5205. （原始内容存档于2020-07-20） （简体中文）.p. 19.
27. ↑   參:

### 书籍
- 孟森. . 中华书局. 2006  [2012-12-27]. ISBN 9787101050301. （原始内容存档于2021-04-10）.
- 启功. . 北京师范大学出版社. 2004  [2012-12-27]. ISBN 9787303070190. （原始内容存档于2021-04-10）.
- （英文）Pozzi, Alessandra; Janhunen, Juha Antero; Weiers, Michael (编). . Volume 20 of Tunguso Sibirica. Contributor: Giovanni Stary. Otto Harrassowitz Verlag. 2006  [1 April 2013]. ISBN 344705378X. （原始内容存档于2013-06-17）.